# Sangay Ngedup
Lyonpo Sangay Ngedup, född 1 juli 1953 i Punakha, är en bhutanesisk politiker. Sangay Ngedup var regeringschef i Bhutan från 9 juli 1999 till 20 juli 2000 och från 5 september 2005 till 7 september 2006.